# Stadion kraj Despotovice
Stadion kraj Despotovice je stadion u Gornjem Milanovcu u Srbiji. Najčešće se koristi za nogomet, pa na njemu svoje utakmice igraju FK Takovo i FK Metalac, nogometni klubovi iz Gornjeg Milanovca. Stadion je kapaciteta oko 6.000 mjesta.